# یواس‌اس کسکو (آی‌دی-۱۹۵۷)
یواس‌اس کسکو (آی‌دی-۱۹۵۷) (به انگلیسی: USS Casco (ID-1957)) یک کشتی بود که طول آن ۴۱۵ فوت ۰ اینچ (۱۲۶٫۴۹ متر) بود. این کشتی در سال ۱۹۱۰ ساخته شد.